# Peixe-palhaço-polinésio
O peixe-palhaço-polinésio (Amphiprion chrysopterus), é uma espécie de peixe-palhaço nativa da região central do Oceano Pacífico, sendo conhecido na Polinésia Francesa como 'atoti, no idioma taitiano. Assim como outros peixes-palhaço, possui um muco em seu corpo que o protege das queimaduras urticantes das anêmonas-do-mar, que os protege fornecendo abrigo e mantendo os predadores longe, em troca, o peixe-palhaço busca recompensar a anêmona a alimentando.
É um peixe muito procurado para ser mantido em aquários, pois não necessitam de uma alta manutenção, além de ser um peixe pequeno que se dá bem com outras espécies.
Essa espécie é nativa da região central do Oceano Pacífico, sendo encontrado em quase toda região da Polinésia, incluindo Palau e norte da Grande Barreira de Coral, Austrália, além de também ser avistado em recifes nas Filipinas e Nova Caledônia.